# Ferdinand Elsener
Ferdinand Elsener (* 19. April 1912 in Rapperswil SG; † 31. Mai 1982 in Attalens) war ein Schweizer Rechtshistoriker.

## Leben
Der Sohn des Bürstenfabrikanten Ferdinand und von Rösli Kühne erwarb 1937 den Dr. iur. in Zürich und 1940 das Rechtsanwaltspatent. Nach der Habilitation 1953 wurde er 1959 ordentlicher Professor für deutsche Rechtsgeschichte und Kirchenrecht an der Universität Tübingen.

## Ehrungen
- 1976 Dr. iur. h. c. der Universität Aix
- 1978 Verdienstmedaille des Landes Baden-Württemberg

## Schriften (Auswahl)
- Der Hof Benken. Ein Beitrag zur Verfassungsgeschichte der st. gallischen Dorfgemeinde. St. Gallen 1953, OCLC 490360887.
- gemeinsam mit Wilhelm Heinrich Ruoff: Festschrift Karl Siegfried Bader. Rechtsgeschichte, Rechtssprache, Rechtsarchäologie, rechtliche Volkskunde, Zürich 1965.
- Rechtshistorisches Gutachten zur Frage einer Vereinigung der zugerischen Korporationen mit den Büger- und Einwohnergemeinden zu Einheitsgemeinden. Zug 1970, OCLC 1189518209.
- Die Schweizer Rechtsschulen vom 16. bis zum 19. Jahrhundert unter besonderer Berücksichtigung des Privatrechts. Die kantonalen Kodifikationen bis zum Schweizerischen Zivilgesetzbuch. Zürich 1975, ISBN 3-7255-1603-0.
- 500 Jahre Stanser Verkommnis. Beiträge zu einem Zeitbild. Stans 1981, OCLC 18675668.
- Studien zur Rezeption des gelehrten Rechts. Ausgewählte Aufsätze. Thorbecke, Sigmaringen 1989, ISBN 3-7995-7055-1.